# Michael Kiene
Michael Kiene (geboren am 21. September 1955 in Osnabrück) ist ein deutscher Kunsthistoriker und Hochschullehrer an der Kölner Universität.

## Leben
Kiene ist der Sohn des Konditormeisters Georg Karl Wilhelm Kiene und dessen Frau Gertrud Hedwig (geborene Schumann). Er besuchte zunächst die Martin-Luther-Volksschule und  bis 1971 die Möser-Realschule. Nach dem Realschulabschluss wechselte er auf das Graf-Stauffenberg-Gymnasium, an dem er am 18. Mai 1974 sein Abitur machte. Anschließend schrieb er sich für das Wintersemester 1974/1975 an der Universität Münster ein und studierte Germanistik, Kunstgeschichte und Politikwissenschaften. Schon während des Studiums befasste er sich eingehend mit der Universitätsbaukunst, zunächst mit dem Schwerpunkt der Architektur Großbritanniens, aber auch des übrigen Europa. Im Jahr 1977 legte er sein Philosophicum (Vorexamen) in Münster ab. Das Studium schloss er 1981 mit der Promotion zum Thema Die englischen und französischen Kollegientypen. Universitätsbaukunst zwischen Sakralisierung and Säkularisierung ab. 1991 wurde er an der Universität Köln mit einer Arbeit zu  Bartolomeo Ammannati habilitiert. Im Jahr 1993 betreute er eine Ausstellung zu dem italienischen Maler und Architekten Giovanni Paolo Pannini, die unter anderem im Herzog Anton Ulrich-Museum in Braunschweig und im Pariser Louvre zu sehen war.
Kiene ist außerplanmäßiger Professor für Allgemeine Kunstgeschichte am Kunsthistorischen Institut der Universität Köln.
Er publizierte die in der Universitäts- und Stadtbibliothek Köln vorhandenen Alben mit Architekturzeichnungen des Architekten Jakob Ignaz Hittorff. Das von ihm betreute Projekt zur Inventarisierung der Zeichnungen von der Reise, die Hittorff 1822 bis 1824 nach Italien unternahm, wurde 2009 bis 2014 durch die Deutsche Forschungsgemeinschaft (DFG) gefördert.

## Schriften (Auswahl)
- Die englischen und französischen Kollegientypen: Universitätsbaukunst zwischen Sakralisierung and Säkularisierung. Westfälischen Wilhelms-Universität, Münster 1981, OCLC 18295630 (Dissertation).
- Der italienische Universitätspalast vom 14. bis 18. Jahrhundert als Mittel der Politik. In: Stadt und Universität. Böhlau, Köln 1993, S. 51–82.
- Bartolomeo Ammannati. Electa, Mailand 1995  (italienisch, Habilitationsschrift).
- Inventar der Zeichnungen von Jakob Ignaz Hittorff in der Universitäts- und Stadtbibliothek Köln (Reihe Schriften der Universitäts- und Stadtbibliothek Köln). ISSN 0938-7765.
  - Band 1: Die Bauprojekte, 1821–1858. 1996, ISBN 3-931596-07-9.
  - Band 2: Die Alben von Jean-François-Joseph Lecointe (1783–1858). Architekturen, Skizzen und Visionen. 2005, ISBN 3-931596-27-3.
  - Band 3: Die italienische Reise, 1822–1824 (Paris–Rom). 2012, ISBN 978-3-931596-66-8.
  - Band 4: Das Album „Sicile Moderne“ Zeichnungen von einer Pilgerfahrt ins wahre Paradies der Künste. 2013, ISBN 978-3-931596-74-3.
  - Band 5: „Sicile Ancienne“ Hittorff and the architecture of classical Sicily. 2016, ISBN 978-3-931596-94-1.
  - Band 6: mit Christiane Hoffrath: „Hommage für Hittorff“ – 1792–1867 – Bilder, Bücher und Würdigungen. 2020, ISBN 978-3-946275-06-0.
  - Band 7: mit David van Zanten: Color into life. Hittorff’s laves émaillées, 1834–1841. 2018, ISBN 978-3-931596-95-8.
- Jakob Ignaz Hittorff, précurseur du Paris d’Haussmann. Éditions du Patrimoine, Centre des Monuments Nationaux, Paris 2011, ISBN 978-2-7577-0153-9.